# Газель (тварина)
Газель (лат. Gazella) — рід з родини бикові, що належить до підродини антилопові. Газелі поширені насамперед у саванах Африки, а також в Азії. Слово газель походить від арабського ghazal.

## Ознаки
Газелі є стрункими та довгоногими тваринами. Довжина їх тіла залежно від виду становить від 85 до 170 см, довжина хвоста — від 15 до 30 см. Висота у загривку становить від 50 до 110 см, вага — від 12 до 85 кг. Шерсть у газелей зустрічається на верхній частині тіла і з боків і забарвлена вона у відтінки від жовто-сірого до коричневого. Нижня частина тіла як правило білого кольору. У багатьох видів по тілу простягається чорна смужка, що супроводжується світлою смужкою, що розташована зверху.
У більшості видів роги носять обидві статі, у самок вони менші в розмірах і більш крихкі. Єдиним виключенням є джейран, у якого роги носять тільки самці. Довжина рогів в середньому становить близько 30 см.

## Поширення
Ареал газелей охоплює Африку (за винятком Мадагаскара) і великі частини Азії, що тягнуться від Аравійського півострова до північної Індії і північного Китаю. Їх сферою проживання є посушливі відкриті місцевості, як правило степу. Деякі види мешкають у пустелях і напівпустелях.

## Поведінка
Жіночі особини газелей живуть разом з потомством у невеликих стадах величиною від десяти до тридцяти особин. У деяких випадках величина стада може складати і сотні, і навіть тисячі особин, що іноді трапляється в африканських саванах. Самці газелей після досягнення певного віку утворюють окремі стада холостяків, перш ніж завойовують власні ділянки. Після цього вони претендують на будь-яку самку, що з'являється на їх ділянці, яку вони захищають від самців-суперників.
Всі газелі є швидкими бігунами, які довгий час можуть підтримувати швидкість близько 50 км/год. Газель Томсона відома навіть тим, що може досягати швидкості близько 80 км/год. Газелі — травоїдні тварини, що харчуються різними травами та іншими рослинами.

## Систематика
У рід газелей входять 17 видів:
- Газель-Доркас (Gazella dorcas)
- Газель саудівська (Gazella saudiya)
- Газель індійська (Gazella bennettii)
- Газель гірська (Gazella gazella)
- Газель єменська (Gazella bilkis)
- Газель арабська (Gazella arabica)
- Газель Спіка (Gazella spekei)
- Газель Кюв'є (Gazella cuvieri)
- Газель рудоморда (Gazella rufifrons)
- Газель Томсона (Gazella thomsonii)
- Газель руда (Gazella rufina)
- Джейран (Gazella subgutturosa)
- Дзерен (Gazella gutturosa)
- Газель піщана (Gazella leptoceros)
- Газель-дама (Gazella dama)
- Газель сомалійська (Gazella soemmeringii)
- Газель Гранта (Gazella granti'')

## Галерея

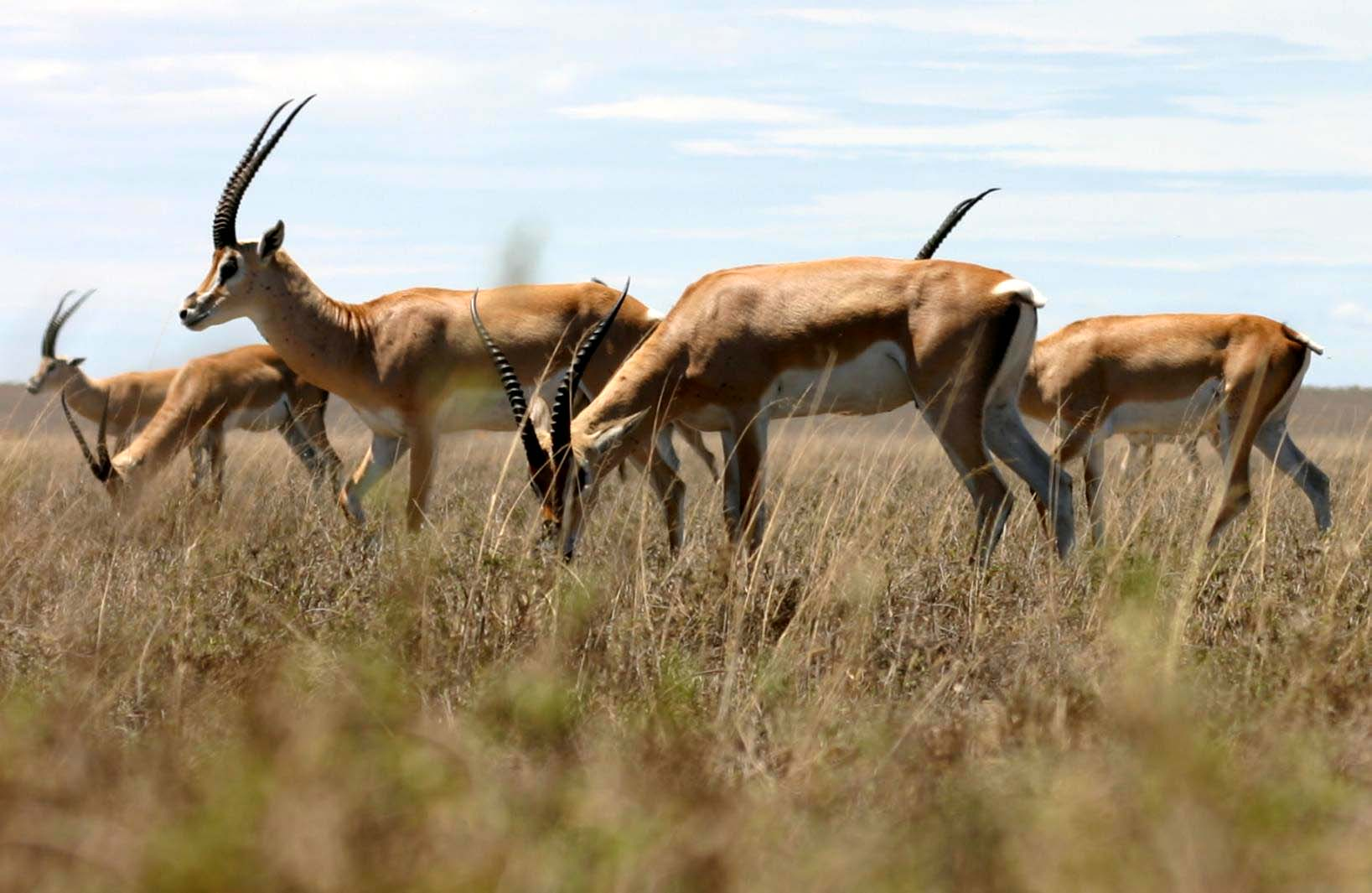
Газель гранта
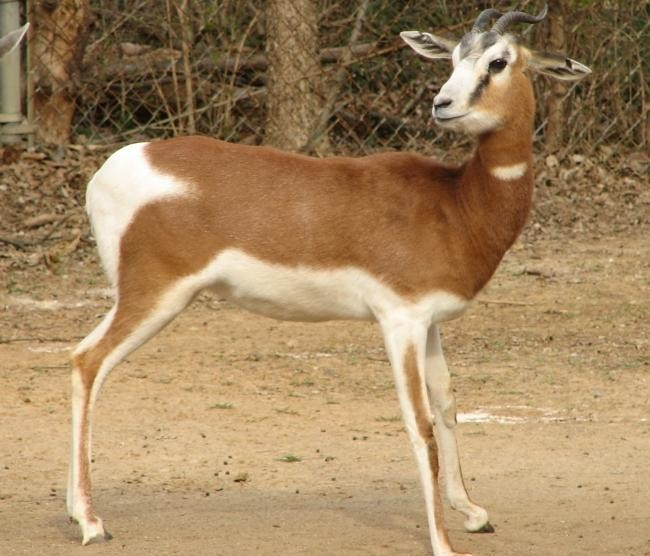
Газель-дама
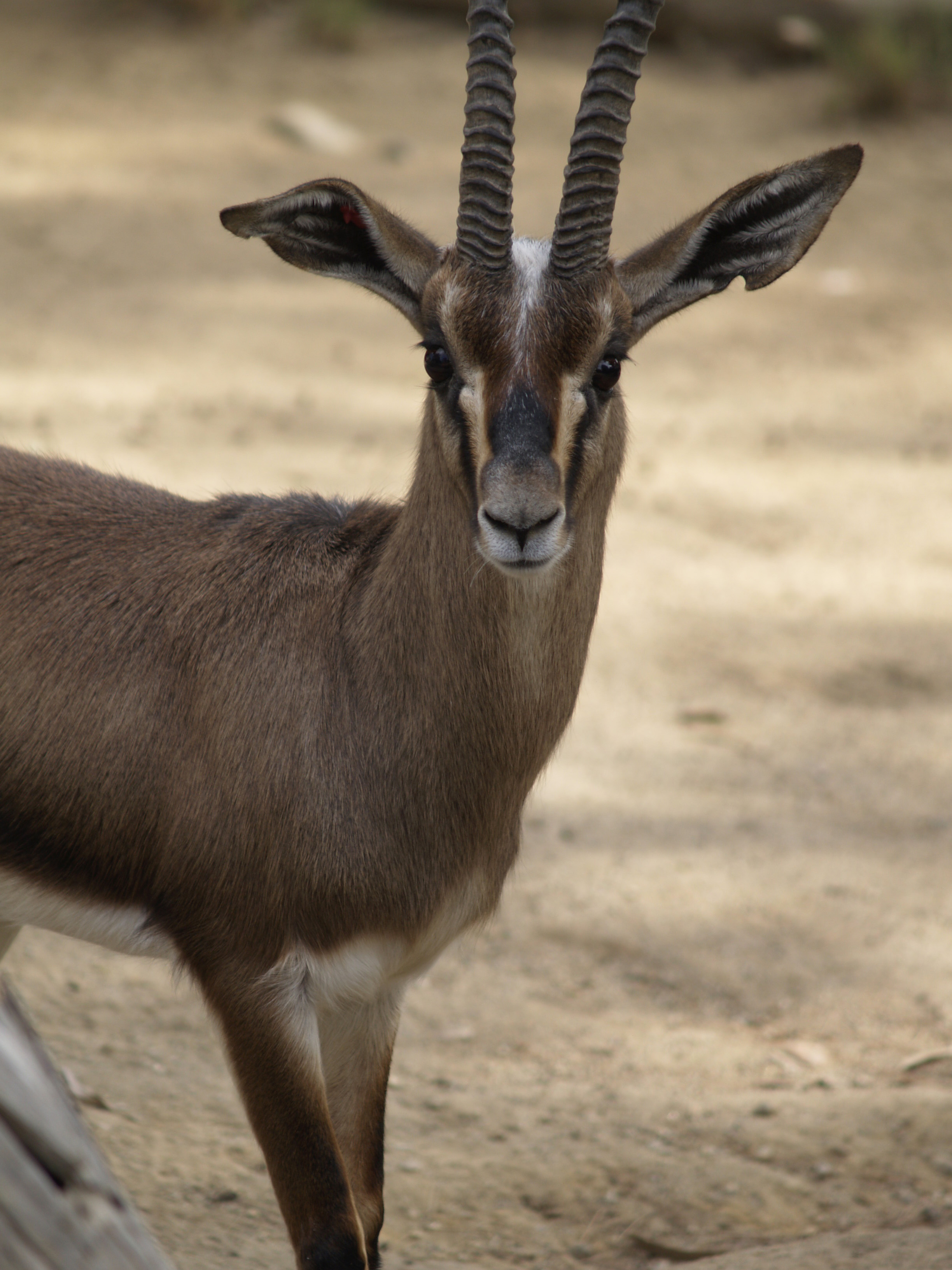
Газель Кюв'є
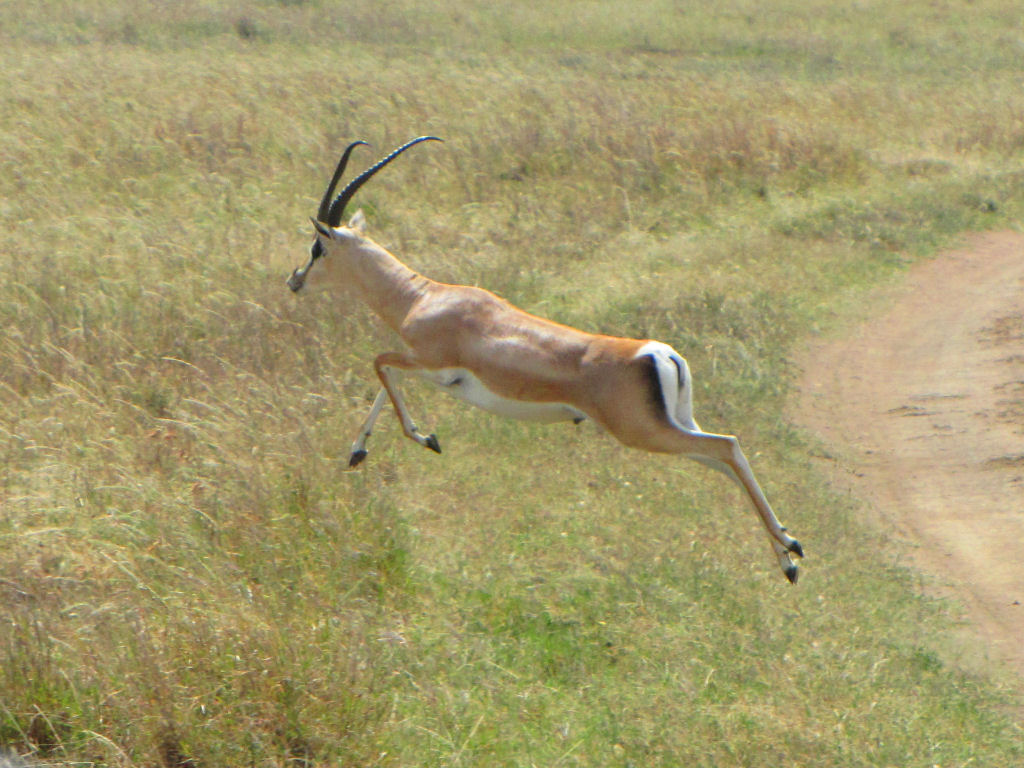
Газель Гранта
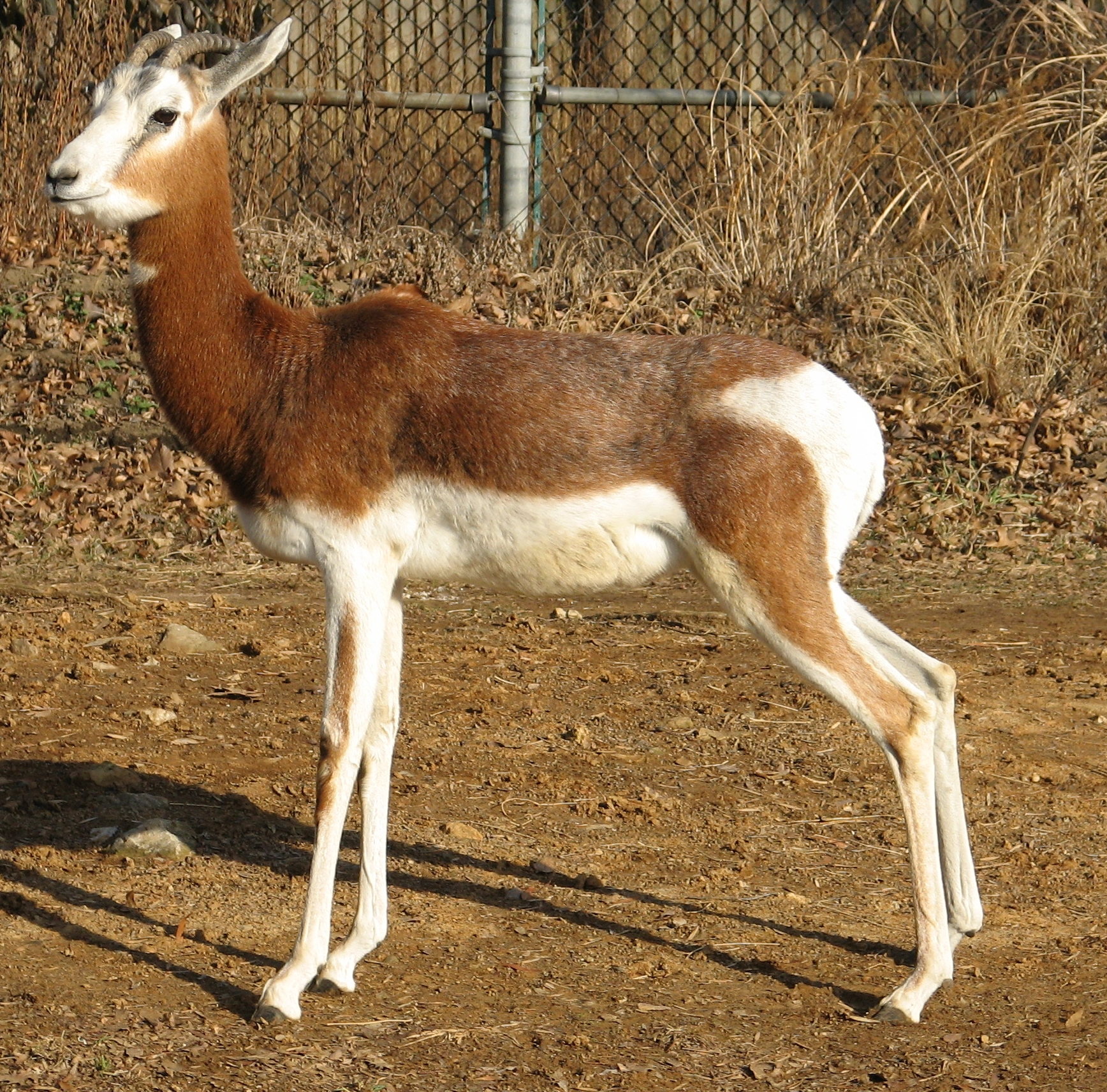
Газель-дама
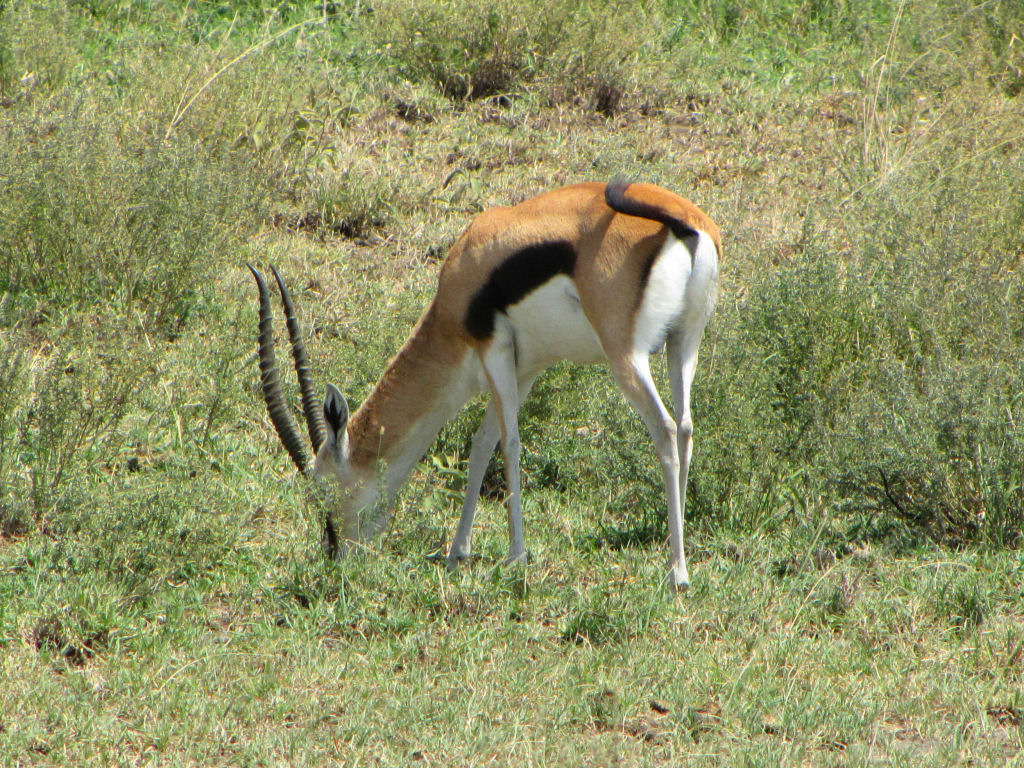
Газель Томсона
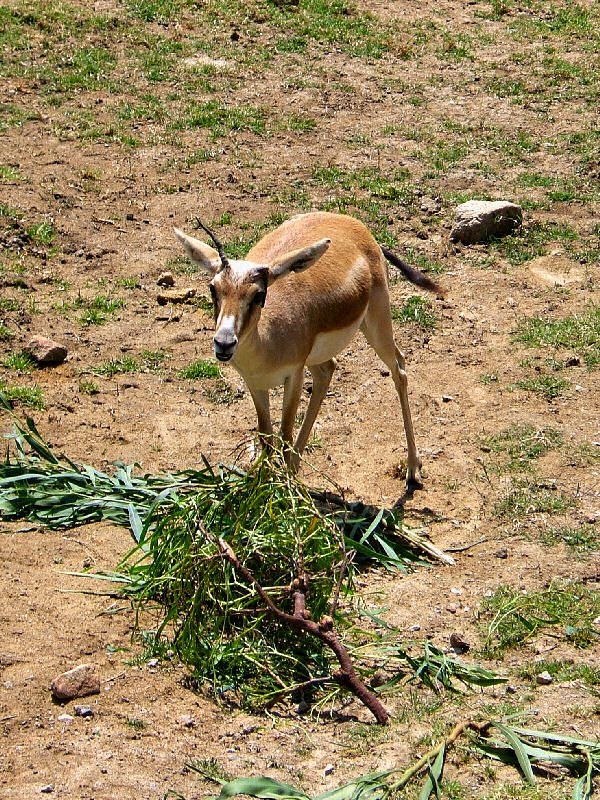
Джейран
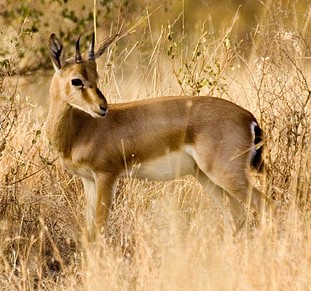
Газель індійська
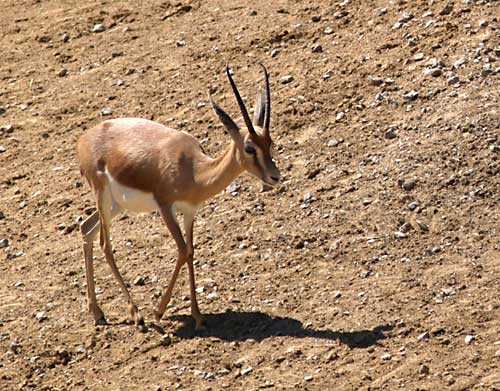
Газель-Доркас
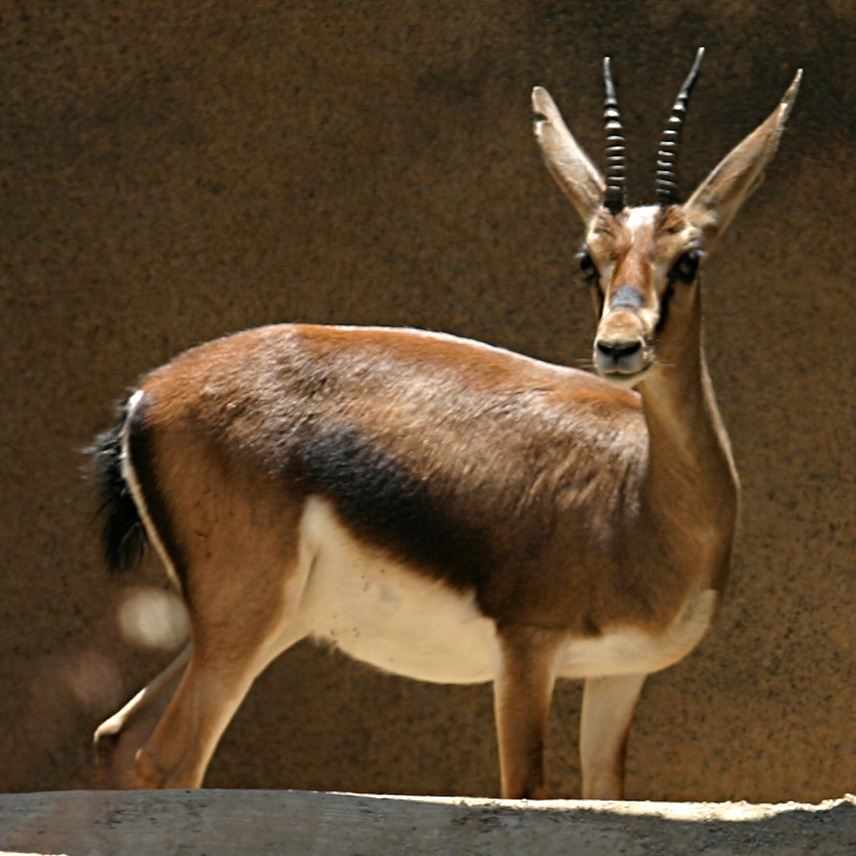
Газель Кюв'є
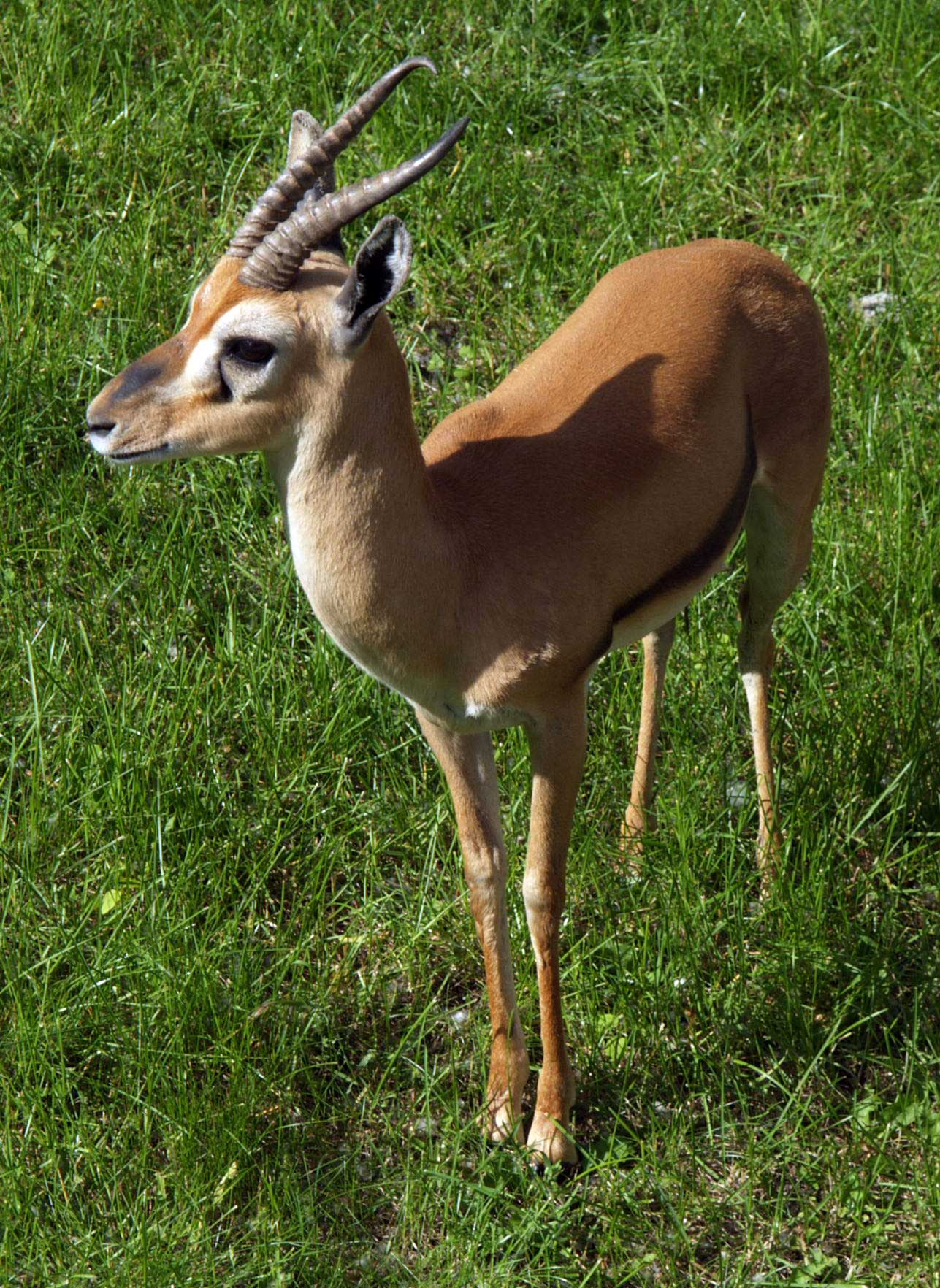
Газель рудоморда